# Silene undulata

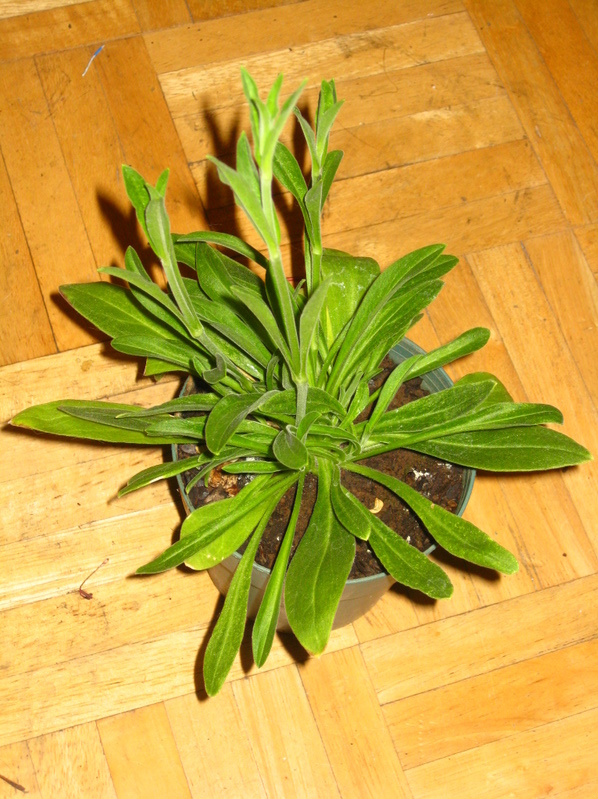
Silene undulata w małej doniczce

Silene undulata – gatunek rośliny z rodziny goździkowatych (Caryophyllaceae). Występuje w Południowej Afryce, Lesotho, Eswatini i Zimbabwe.

## Zastosowanie
Oneirogen, korzeń przyjmowany doustnie przez szamanów ludu Xhosa indukować ma świadome sny, zwłaszcza dotyczące duchów przodków. Stosowany jest podczas inicjacji szamanów. Ziele wykorzystywane jest także jako lecznicze przy różnych dolegliwościach m.in. w przypadku gorączki i majaczenia.